# Андалуското куче
„Андалуското куче“ (на френски: Un chien andalou) е френски експериментален филм от 1929 година на режисьора Луис Бунюел по негов сценарий в съавторство със Салвадор Дали.
Един от ранните примери за експериментално кино, филмът е посрещнат с възторг в средите на сюрреалистите и днес е считан е за една от иконите на световното кино. Предполага се, че иначе несвързаното със съдържанието име всъщност е прякорът на приятеля на двамата автори Федерико Гарсия Лорка, андалусец.

## Сюжет
„Андалуското куче“ е замислен като сюрреалистична творба, умишлено лишена от рационален сюжет. Състои се от поредица шокиращи образи с фройдистки характер – известната начална сцена показва в близък план разрязването на женско око с бръснач. След това от дупка в човешка длан извират мравки, мъж тегли 2 пиана, върху които има 2 умрели магарета, след които се влачат завързани 2 католически свещеници (един от които се играе от Дали) и т.н.

## Продукция
Филмът е финансиран от майката на Бунюел. Сценарият е написан за шест дни в дома на Дали в Кадакес. В писмо до свой приятел от февруари 1929 година Бунюел описва процеса на написване така: Трябваше да измислим сюжетна линия. Дали ми каза: „Снощи сънувах мравки, пълзящи в дланите ми.“ и аз казах: „Боже, а аз сънувах, че разрязвам нечие око. Ето го филма, да започваме и да го направим.“ В търсен контраст с подхода на режисьори като Жан Епщайн никога да не оставят нищо в работата си на случайността и да базират всяко естетическо решение на рационална основа, Бунюел и Дали решават да елиминират умишлено всички логични асоциации. По думите на самия Бунюел: „Нашето единствено правило беше много просто: никоя идея или образ, която се поддава на каквото и да е рационално обяснение, няма да бъде приета. Трябва да отворим всички врати на ирационалното и да запазим само тези образи, които ни изненадат, без да се опитваме да обясняваме защо.“
Целта на Бунюел е да шокира и предизвика интелектуалната буржоазия, като по-късно той казва: „В исторически план филмът представлява яростна реакция срещу това, което в онези дни се наричаше „авангард“ и което беше насочено изключително към артистичната чувствителност и разума на публиката.“ Въпреки намеренията му, филмът постига голям успех и Бунюел коментира: „Какво мога да направя за хора, които обожават всичко ново, дори когато то е насочено срещу най-дълбоките им убеждения, или за неискрения корумпиран печат и за нелепото стадо, което вижда красота или поезия в нещо, което по същество е не повече от отчаян страстен призив към убийство?“. След премиерата на филма Бунюел и Дали са официално приети в затворения кръг на сюрреалистите, ръководен от поета Андре Бретон.